# Тімо Вернер
Ті́мо Ве́рнер (нім. Timo Werner, нар. 6 березня 1996, Штутгарт, Німеччина) — німецький футболіст, центральний нападник клубу «РБ Лейпциг» і збірної Німеччини. На умовах оренди грає за клуб «Тоттенгем Готспур».

## Клубна кар'єра

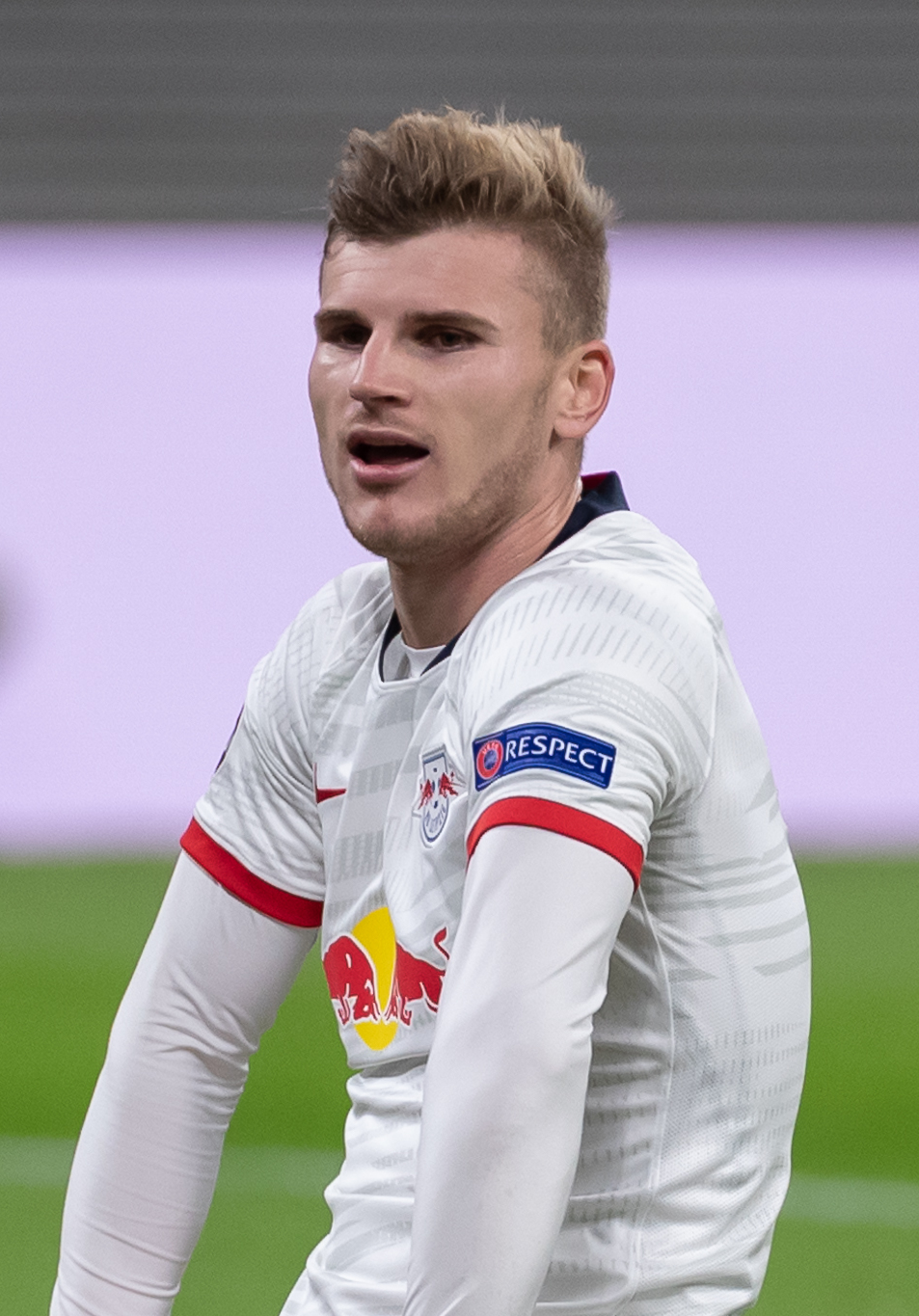
Вернер у грі за «Лейпциг», 2019

Народився 6 березня 1996 року в місті Штутгарт, Німеччина. Вихованець футбольної школи клубу «Штутгарт». Дорослу футбольну кар'єру розпочав 2013 року в основній команді того ж клубу, в якій провів три сезони, взявши участь у 95 матчах чемпіонату. Більшість часу, проведеного у складі «Штутгарта», був основним гравцем атакувальної ланки команди.
До складу клубу «РБ Лейпциг» приєднався 2016 року. У своєму першому сезоні в Лейпцигу відразу став головною ударною силою у нападі команди, забивши 21 гол у 31 грі чемпіонату. Наступного сезону результативність форварда дещо знизилася, проте 13 голів у 32 матчах першості виявилося достатньо аби утримати за собою звання найкращого голеадора сезону у складі лейпцизької команди.
18 червня 2020 року було оголошено про перехід гравця до лондонського клубу «Челсі» з 1 липня 2020. Трансферна вартість гравця склала близько 50 млн фунтів.
9 серпня 2022 року повернувся до «Лейпцига».

## Виступи за збірні
2010 року дебютував у складі юнацької збірної Німеччини, взяв участь у 33 іграх на юнацькому рівні, відзначившись 26 забитими голами.
З 2015 року залучався до складу молодіжної збірної Німеччини. На молодіжному рівні зіграв у 8 офіційних матчах, забив 3 голи.
2017 року дебютував в офіційних матчах у складі національної збірної Німеччини. Увійшов до складу збірної Німеччини на Кубку конфедерацій 2017 року у Росії, де 25 червня 2017 року відзначився дебютними двома голами у ворота Камеруну. Через чотири дні забив ще один гол у ворота Мексики. З трьома голами став володарем Золотої бутси турніру.
4 червня 2018 року був включений до заявки національної команди для участі у тогорічному чемпіонаті світу в Росії.
| Дата       | Місто                   | Господарі          | Результат | Гості              | Турнір                                    | Голи | Примітки |
| ---------- | ----------------------- | ------------------ | --------- | ------------------ | ----------------------------------------- | ---- | -------- |
| 22-3-2017  | Дортмунд                | Німеччина          | 1 – 0     | Англія             | товариський матч                          | -    | 77'      |
| 10-6-2017  | Нюрнберг                | Німеччина          | 7 – 0     | Сан-Марино         | Відбір до ЧС 2018                         | -    | 55'      |
| 19-6-2017  | Сочі                    | Австралія          | 2 – 3     | Німеччина          | Кубок Конфедерацій                        | -    | 57'      |
| 25-6-2017  | Сочі                    | Німеччина          | 3 – 1     | Камерун            | Кубок Конфедерацій                        | 2    |          |
| 29-6-2017  | Сочі                    | Німеччина          | 4 – 1     | Мексика            | Кубок Конфедерацій                        | 1    |          |
| 2-7-2017   | Санкт-Петербург         | Чилі               | 0 – 1     | Німеччина          | Кубок Конфедерацій                        | -    | 79'      |
| 1-9-2017   | Прага                   | Чехія              | 1 – 2     | Німеччина          | Відбір до ЧС 2018                         | 1    | 79'      |
| 4-9-2017   | Штутгарт                | Німеччина          | 6 – 0     | Норвегія           | Відбір до ЧС 2018                         | 2    | 66'      |
| 10-11-2017 | Лондон                  | Англія             | 0 – 0     | Німеччина          | товариський матч                          | -    | 73'      |
| 14-11-2017 | Кельн                   | Німеччина          | 2 – 2     | Франція            | товариський матч                          | 1    | 85'      |
| 23-3-2018  | Дюссельдорф             | Німеччина          | 1 – 1     | Іспанія            | товариський матч                          | -    | 84'      |
| 27-3-2018  | Берлін                  | Німеччина          | 0 – 1     | Бразилія           | товариський матч                          | -    | 81'      |
| 2-6-2018   | Клагенфурт-ам-Вертерзеє | Австрія            | 2 – 1     | Німеччина          | товариський матч                          | -    | 67'      |
| 8-6-2018   | Леверкузен              | Німеччина          | 2 – 1     | Саудівська Аравія  | товариський матч                          | 1    | 63'      |
| 17-6-2018  | Москва                  | Німеччина          | 0 – 1     | Мексика            | ЧС 2018 - груповий етап                   | -    | 86'      |
| 23-6-2018  | Сочі                    | Німеччина          | 2 – 1     | Швеція             | ЧС 2018 - груповий етап                   | -    |          |
| 27-6-2018  | Казань                  | Південна Корея     | 2 – 0     | Німеччина          | ЧС 2018 - груповий етап                   | -    |          |
| 6-9-2018   | Мюнхен                  | Німеччина          | 0 – 0     | Франція            | Ліга націй УЄФА 2018—2019 - груповий етап | -    |          |
| 9-9-2018   | Зінсгайм                | Німеччина          | 2 – 1     | Перу               | товариський матч                          | -    | 88'      |
| 13-10-2018 | Амстердам               | Нідерланди         | 3 – 0     | Німеччина          | Ліга націй УЄФА 2018—2019 - груповий етап | -    |          |
| 16-10-2018 | Сен-Дені                | Франція            | 2 – 1     | Німеччина          | Ліга націй УЄФА 2018—2019 - груповий етап | -    |          |
| 15-11-2018 | Лейпциг                 | Німеччина          | 3 – 0     | Росія              | товариський матч                          | -    | 65'      |
| 19-11-2018 | Гельзенкірхен           | Німеччина          | 2 – 2     | Нідерланди         | Ліга націй УЄФА 2018—2019 - груповий етап | 1    | 63'      |
| 20-3-2019  | Вольфсбург              | Німеччина          | 1 – 1     | Сербія             | товариський матч                          | -    |          |
| 11-6-2019  | Майнц                   | Німеччина          | 8 – 0     | Естонія            | Відбір до ЧЄ 2020                         | 1    | 65'      |
| 6-9-2019   | Гамбург                 | Німеччина          | 2 – 4     | Нідерланди         | Відбір до ЧЄ 2020                         | -    | 61'      |
| 9-9-2019   | Белфаст                 | Північна Ірландія  | 0 – 2     | Німеччина          | Відбір до ЧЄ 2020                         | -    | 68'      |
| 13-10-2019 | Таллінн                 | Естонія            | 0 – 3     | Німеччина          | Відбір до ЧЄ 2020                         | 1    | 66'      |
| 16-11-2019 | Менхенгладбах           | Німеччина          | 4 – 0     | Білорусь           | Відбір до ЧЄ 2020                         | -    | 68'      |
| 3-9-2020   | Штутгарт                | Німеччина          | 1 – 1     | Іспанія            | Ліга націй УЄФА 2020—2021 - груповий етап | 1    | 90+1'    |
| 6-9-2020   | Базель                  | Швейцарія          | 1 – 1     | Німеччина          | Ліга націй УЄФА 2020—2021 - груповий етап | -    |          |
| 10-10-2020 | Київ                    | Україна            | 1 – 2     | Німеччина          | Ліга націй УЄФА 2020—2021 - груповий етап | -    | 80'      |
| 13-10-2020 | Кельн                   | Німеччина          | 3 – 3     | Швейцарія          | Ліга націй УЄФА 2020—2021 - груповий етап | 1    |          |
| 14-11-2020 | Лейпциг                 | Німеччина          | 3 – 1     | Україна            | Ліга націй УЄФА 2020—2021 - груповий етап | 2    | 76'      |
| 17-11-2020 | Севілья                 | Іспанія            | 6 – 0     | Німеччина          | Ліга націй УЄФА 2020—2021 - груповий етап | -    | 76'      |
| 25-3-2021  | Дуйсбург                | Німеччина          | 3 – 0     | Ісландія           | Відбір до ЧС 2022                         | -    | 78'      |
| 28-3-2021  | Бухарест                | Румунія            | 0 – 1     | Німеччина          | Відбір до ЧС 2022                         | -    | 77'      |
| 31-3-2021  | Дуйсбург                | Німеччина          | 1 – 2     | Північна Македонія | Відбір до ЧС 2022                         | -    | 56'      |
| 7-6-2021   | Дюссельдорф             | Німеччина          | 7 – 1     | Латвія             | товариський матч                          | 1    | 46'      |
| 15-6-2021  | Мюнхен                  | Франція            | 1 – 0     | Німеччина          | ЧЄ 2020 - груповий етап                   | -    | 74'      |
| 23-6-2021  | Мюнхен                  | Німеччина          | 2 – 2     | Угорщина           | ЧЄ 2020 - груповий етап                   | -    | 68'      |
| 29-6-2021  | Лондон                  | Англія             | 2 – 0     | Німеччина          | ЧЄ 2020 - 1/8 фіналу                      | -    | 69'      |
| 2-9-2021   | Санкт-Галлен            | Ліхтенштейн        | 0 – 2     | Німеччина          | Відбір до ЧС 2022                         | 1    |          |
| 5-9-2021   | Штутгарт                | Німеччина          | 6 – 0     | Вірменія           | Відбір до ЧС 2022                         | 1    |          |
| 8-9-2021   | Рейк'явік               | Ісландія           | 0 – 4     | Німеччина          | Відбір до ЧС 2022                         | 1    |          |
| 8-10-2021  | Гамбург                 | Німеччина          | 2 – 1     | Румунія            | Відбір до ЧС 2022                         | -    | 67'      |
| 11-10-2021 | Скоп'є                  | Північна Македонія | 0 – 4     | Німеччина          | Відбір до ЧС 2022                         | 2    | 74'      |
| 26-3-2022  | Зінсгайм                | Німеччина          | 2 – 0     | Ізраїль            | товариський матч                          | 1    | 71'      |
| 29-3-2022  | Амстердам               | Нідерланди         | 1 – 1     | Німеччина          | товариський матч                          | -    | 81'      |
| 4-6-2022   | Болонья                 | Італія             | 1 – 1     | Німеччина          | Ліга націй УЄФА 2022—2023 - груповий етап | -    | 89'      |
| 7-6-2022   | Мюнхен                  | Німеччина          | 1 – 1     | Англія             | Ліга націй УЄФА 2022—2023 - груповий етап | -    | 65'      |
| 11-6-2022  | Будапешт                | Угорщина           | 1 – 1     | Німеччина          | Ліга націй УЄФА 2022—2023 - груповий етап | -    | 78'      |
| 14-6-2022  | Менхенгладбах           | Німеччина          | 5 – 2     | Італія             | Ліга націй УЄФА 2022—2023 - груповий етап | 2    | 75'      |
| 23-9-2022  | Лейпциг                 | Німеччина          | 0 – 1     | Угорщина           | Ліга націй УЄФА 2022—2023 - груповий етап | -    | 70'      |
| 26-9-2022  | Лондон                  | Англія             | 3 – 3     | Німеччина          | Ліга націй УЄФА 2022—2023 - груповий етап | -    | 46'      |
| 25-3-2023  | Майнц                   | Німеччина          | 2 – 0     | Перу               | товариський матч                          | -    | 46'      |
| 28-3-2023  | Кельн                   | Німеччина          | 2 – 3     | Бельгія            | товариський матч                          | -    | 80'      |
| Усього     |                         | Матчів             | 57        |                    | Голів                                     | 24   |          |

## Титули і досягнення
- Німеччина:

Володар Кубка конфедерацій (1): 2017
- Переможець Ліги чемпіонів УЄФА (1):

«Челсі»: 2020–21
- Переможець Суперкубка УЄФА (1):

«Челсі»: 2021
- Переможець Клубного чемпіонату світу (1):

«Челсі»: 2021
- Володар Кубка Німеччини (1):

«РБ Лейпциг»: 2022–23
- Володар Суперкубка Німеччини (1):

«РБ Лейпциг»: 2023
- Переможець Ліги Європи УЄФА (1):

«Тоттенгем Готспур»: 2024–25